# Asteroscopus centrifasciata
Asteroscopus centrifasciata är en fjärilsart som beskrevs av Barend J. Lempke 1964. Asteroscopus centrifasciata ingår i släktet Asteroscopus och familjen nattflyn. Inga underarter finns listade i Catalogue of Life.